# Zwartborstfranjemonarch
De zwartborstfranjemonarch (Arses kaupi) is een zangvogel uit de familie Monarchidae (Monarchen). Deze vogel is genoemd naar de Duitse zoöloog Johann Jakob Kaup.

## Verspreiding en leefgebied
Deze soort is endemisch in noordoostelijk Australië en telt twee ondersoorten:
- A. k. terraereginae: oostelijk Kaap York.
- A. k. kaupi: zuidoostelijk Kaap York.

## Status
De grootte van de populatie is niet gekwantificeerd maar de soort wordt omschreven als plaatselijk vrij algemeen. Op de Rode lijst van de IUCN heeft deze soort de status niet bedreigd.